# Dirshidium leucospilos
Dirshidium leucospilos är en insektsart som beskrevs av Brown, H.D. 1970. Dirshidium leucospilos ingår i släktet Dirshidium och familjen Lentulidae. Inga underarter finns listade i Catalogue of Life.